# Frank Dicksee
Sir Frank Bernard Dicksee, RA KCVO (Londra, 27 novembre 1853 – Londra, 17 ottobre 1928), è stato un pittore e illustratore britannico, che divenne anche Presidente della Royal Academy.

## Biografia
Frank Bernard Dicksee nacque da una famiglia di artisti: il padre e il fratello erano entrambi pittori. Dicksee è principalmente noto per i suoi soggetti a carattere storico e mitologico. Sebbene non facesse parte della Confraternita dei Preraffaelliti, molti suoi lavori possono essere considerati come opere preraffaellite. Nel 1870 entrò alla Royal Academy of Arts ed ottenne i primi successi nazionali; nel 1891 entrò come membro della Royal Academy e nel 1924 ne divenne Presidente. Nel 1925 fu fatto baronetto e re Giorgio V lo ammise nell'Ordine Reale Vittoriano. Tre anni dopo, il 17 ottobre 1928, morì nella sua città natale, Londra, rimanendo comunque uno dei pittori più rappresentativi di quel tempo.